# 澳門基本電視頻道
澳門基本電視頻道股份有限公司（葡萄牙語：Canais de Televisão Básicos de Macau, S.A.，縮寫：CTBM）是澳門一家持有電視廣播牌照的有限公司，2014年4月15日成立，由澳門郵電局主管，用以取代澳門有線電視作為公共天線廣播用途，繼續使用公共天線網絡傳送電視訊號，資本約為1,000萬澳門幣。公司成立時，澳門政府表示，此僅為臨時措施，兩年內將服務交予新建立的第三部門延續。然而，澳門政府於2016年至2021年多次修改章程，將澳門基本電視改組為第三部門的期限推後。至2023年12月19日，澳廣視與澳門基本電視頻道股份有限公司合併，經修改合同後，全澳門各電視頻道的接收與支援服務（即原公司所有業務）皆由澳廣視提供。

## 概要
隨着澳門特別行政區政府和澳門公共天線公司與澳門有線電視的合約和澳門有線電視專營合約均於2014年4月21日到期，澳門特別行政區政府於本月15日成立澳門基本電視頻道股份有限公司，公天信號將接收基本電視信號。
澳門行政長官崔世安於2014年4月1日根據《澳門基本法》第五十條（五）項，經徵詢行政會的意見，制定獨立行政法規，設立澳門基本電視頻道股份有限公司。出資比例：澳門特別行政區政府佔70%，澳門廣播電視股份有限公司佔25%，郵政局佔5%。
崔世安於2014年4月8日根據《第M/3/1999號法律》第六條第一款及《第8/2014號行政法規》第五條第一款的規定，命令公佈《澳門基本電視頻道股份有限公司章程》，公司住所設於澳門南灣大馬路789-795號，公司所營事業為按照批給合同的規定對居民接收基本電視頻道所提供的支援服務。
行政法務司陳麗敏於2014年4月9日行使《基本法》第五十條賦予的職權，並根據《澳門基本電視頻道股份有限公司章程》第十六條第二款及3月2日《第13/92/M號法令》第二條第一款及第二款的規定，委任澳門郵政局局長劉惠明兼任澳門基本電視頻道董事會主席，運輸工務司司長辦公室顧問鄧惠蓮及澳廣視執行委員羅翔天（Frederico Alexandre do Rosário）兼任澳門基本電視頻道董事。
崔世安於2014年4月25日行使《基本法》第五十條賦予的職權，並根據《基本電視頻道接收的支援服務批給合同》第十七條、以及3月2日《第13/92/M號法令》第二條第一款和第二款及第十五條的規定，委任電信管理局副局長許志樑為駐澳門基本電視頻道的政府代表，任期為2014年4月22日至2016年3月31日。